# 路易維爾 (伊利諾伊州)
路易維爾（英語：Louisville）是一個位於美國伊利諾伊州克萊縣的城市。根據2010年美國人口普查，該地人口為3933人，而該地的面積約為2.19平方千米。同時該地也是克萊縣的縣治。

## 地理
路易維爾的座標為38°46′17″N 88°30′23″W / 38.77139°N 88.50639°W，而該地的平均海拔高度為158米（即518英尺）。